# Wavin

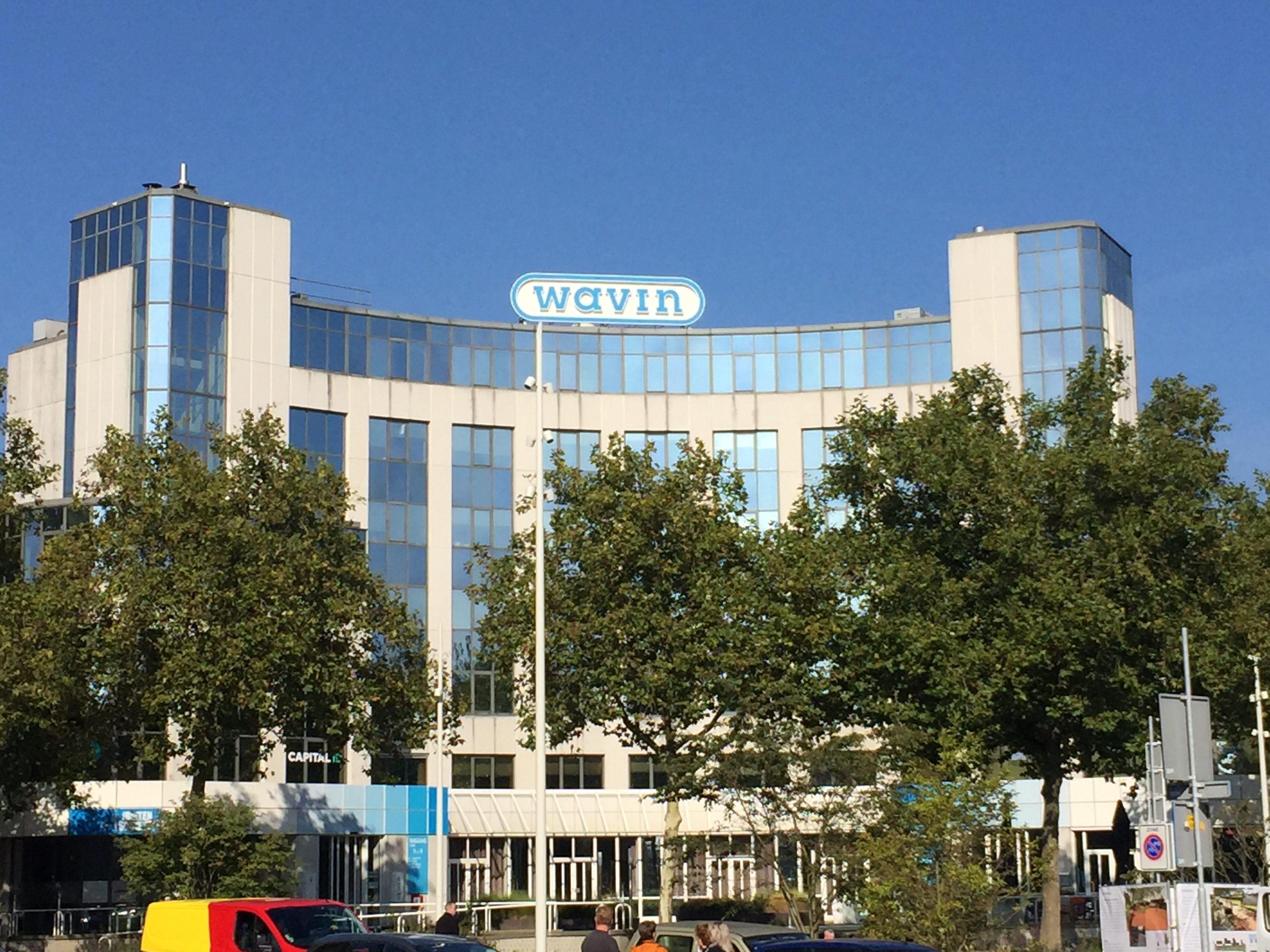
Wavin (Zwolle)

Wavin este o companie producătoare de țevi din Țările de Jos, parte a grupului Mexichem, lider mondial in domeniu.(PE)

## Wavin în România
Compania este prezentă din 1996 pe piața din România a distribuției țevilor din PVC și polietilenă (PE).
Wavin România importă și distribuie țevi și fitinguri din PE și PVC, folosite la sistemele de canalizare și distribuție a gazelor naturale, precum și la instalațiile interioare ale clădirilor.
În anul 2008 compania avea o cotă de piață de 8% pe piața de PVC, respectiv 6% pe sectorul de țevi din PE.